# Willi Löffler
Willi Löffler (* 18. Mai 1915 in Gornsdorf; † 8. April 2000 in Bichl) war ein deutscher Komponist, Arrangeur, Verleger und Dirigent.

## Leben
Willi Löffler (Pseudonym: Harald Cosmar) war Sohn eines Kapellmeisters. Er begann im Alter von 9 Jahren mit dem Klavierspiel und wurde nach Abschluss der Schulreife Schüler von Prof. Reinhardt. Neben Cello und Posaune als Nebeninstrumente studierte er auch alle theoretischen Musikfächer. Mit der Einberufung zur Wehrmacht 1937 musste er sein Studium als Posaunist aufgeben, begann aber in dieser Zeit vermehrt zu komponieren und arrangieren. Seit 1947, dem Jahr der Rückkehr aus der Kriegsgefangenschaft, arbeitete Löffler als Arrangeur für Verlage und Unterhaltungskapellen (vornehmlich Big Bands). 1951 wurde Willi Löffler in Oberbayern ansässig und schrieb auch verstärkt für die Blasmusik. Mit seinem Marsch „Ad Astra“ gewann er 1955 beim Internationalen Kompositionswettbewerb in London unter 600 Bewerbern den 1. Preis. Es folgten zahlreiche Kompositionen für Blasmusik, die durch seine damals moderne Instrumentation neue Impulse in die herkömmliche Blasmusikliteratur brachten. Seine „Dixie-Parade“ wurde zum beliebten Standardwerk aller Blasorchester in den 60er und 70er Jahren. 1968 zog Willi Löffler nach Bichl bei Bad Tölz und gründete dort den Color-Musikverlag, in dem er eigene Werke und Bearbeitungen verbreitete.

## Blasorchesterwerke
- Ad Astra, 1955, Konzertmarsch
- Artisten-Show, Moderne Ouvertüre
- Bella Musica, heitere Ouvertüre
- Bolero concertant
- Colorit, impressionistische Skizze
- Esprit, 1970
- Herzdame, Ouvertüre, 1962
- Melody and Rhythm, 1972
- Romanze Rubato, für Trompete und Blasorchester, 1962
- Sonnige Tage, Konzertwalzer, 1959
- Suite International Nr. 1 und 2, 1968
- Tango-Rubin, 1968
- Tarantella Siciliana
- Treffpunkt City, Rhapsodie, 1965
- Vorspiel-Grandioso, 1971
- Wiener Rundschau